# Álvaro Domínguez
Álvaro Domínguez Soto (Madrid, España, 16 de mayo de 1989) es un exfutbolista español. Jugaba de defensa y su último equipo fue el Borussia Mönchengladbach de la Bundesliga de Alemania.
Domínguez debutó con el primer equipo del Atlético de Madrid en 2008. Pasó cuatro temporadas en el club en las que jugó 120 partidos y anotó 6 goles. En las temporadas 2009-10 y 2011-12 se proclamó campeón de la Europa League y en el año 2010 de la Supercopa de Europa.
El 27 de junio de 2012 se confirmó el fichaje del jugador por el Borussia Mönchengladbach que pagó al Atlético de Madrid 8 millones de euros más la posibilidad de dos millones adicionales si se cumplían objetivos. Álvaro firmó un contrato por cinco temporadas hasta julio de 2017.
El 6 de diciembre de 2016 anunció su retirada del fútbol debido a las lesiones. Estas lesiones le llevaron posteriormente a problemas graves de espalda que sólo se arreglaron tras 5 operaciones

## Trayectoria

### Atlético de Madrid

#### Comienzos
El Atlético de Madrid pescó a este jugador que estaba en un equipo de la zona norte de la Comunidad de Madrid. Debutó el 22 de octubre de 2008 con el primer equipo en un encuentro de la fase de grupos de la UEFA Champions League contra el Liverpool en el Estadio Vicente Calderón. En la temporada de su debut jugó tres partidos de Liga, uno de Copa y el mencionado de Champions League.

#### Primer equipo
La temporada siguiente, ya como miembro del primer equipo, consiguió su primer título como profesional. El 12 de mayo de 2010 el Atlético de Madrid se proclamó campeón de la Europa League, competición a la que había accedido tras su eliminación de la Liga de Campeones. En la final disputada en Hamburgo, en la que Domínguez disputó el partido completo, se impuso por 2 goles a 1 al Fulham. Días después de conseguir el título disputó la final de Copa aunque esta vez sufrió una derrota ante el Sevilla que se proclamó campeón. En la Liga, sin embargo, la actuación del equipo fue más discreta, acabando en la novena posición pero obteniendo la clasificación para jugar competición europea gracias al título conseguido.
Al ser el campeón de la Europa League 2010 el Atlético de Madrid tuvo que disputar la Supercopa de Europa al comienzo de la temporada 2010-11 frente al Inter de Milán campeón de la Champions League la temporada anterior. De nuevo, el 29 de agosto de 2010, Álvaro jugó el partido completo como titular y se proclamó campeón al vencer la final por dos goles a cero. Esa misma temporada anotó el primer gol de su carrera en competición oficial el 19 de diciembre de 2010 en el partido Málaga Club de Fútbol - Atlético de Madrid, correspondiente a la decimosexta jornada de Liga que finalizó 0 - 3, siendo el gol de Domínguez el 0 - 2.

#### Capitán
Durante la temporada 2011-12, el 18 de noviembre, Domínguez amplió su contrato con el Atlético de Madrid hasta 2015. Esa misma temporada, el 28 de julio cuando todavía no se habían oficializado los capitanes del club, en el partido de ida de la tercera ronda de clasificación de la Europa League, Domínguez portó por primera vez el brazalete de capitán al retirarse Forlán del campo en el minuto 70 y no encontrarse sobre el mismo ni Antonio López (primer capitán la temporada anterior), ni Perea (tercer capitán). El 29 de agosto se hicieron oficiales los capitanes del equipo y Domínguez pasó a ser el tercer capitán del Atlético de Madrid. Días después, el 10 de septiembre, en el partido correspondiente a la tercera jornada de Liga, Domínguez disputó su quincuagésimo partido de Primera División. El partido finalizó con una derrota 1-0 ante el Valencia.
La primera parte de la temporada fue bastante decepcionante para el equipo. A una actuación discreta en la Liga se sumó la eliminación en la Copa del Rey ante el Albacete de Segunda B. En cambio, en la Europa League, la clasificación estaba prácticamente encarrilada. Pese a todo, el año terminó con un cambio de entrenador haciéndose cargo del equipo el argentino Diego Simeone. Con la llegada del nuevo entrenador, Domínguez se fue cayendo de las alineaciones titulares aunque siguió participando en muchos partidos como suplente. De este modo acabó jugando un total de 41 partidos en toda la temporada y anotando 4 goles. La temporada tuvo un bonito final para Álvaro ya que el 9 de mayo de 2012 ganó su segunda Europa League en Bucarest frente al Athletic Club. En esta ocasión no entró al campo hasta el minuto 92 para proclamarse campeón en la victoria del club colchonero por tres a cero.

### Borussia Mönchengladbach

#### Temporada 2012-13
Pese a haberse realizado su renovación hacía menos de nueve meses, el 27 de junio de 2012 Domínguez fichó por el Borussia Mönchengladbach alemán. La necesidad de ingresar dinero por parte del club así como la ilusión de Domínguez por jugar más partidos como titular para tener más oportunidades de ir al Mundial de 2014, situación que en el Atlético de Madrid iba a tener difícil ante la apuesta del entrenador por la pareja de centrales formada por Godín y Miranda, propiciaron su salida. Así, Álvaro abandonaba el club en el que había debutado como profesional tras 3 títulos, 120 partidos oficiales y 6 goles.
Debutó con el Borussia Mönchengladbach el 18 de agosto en la victoria por cero a dos ante el Alemannia Aachen correspondiente a la primera eliminatoria de la Copa de Alemania y el 26 de septiembre anotó su primer gol con el club poniendo en el marcador, en el descuento del partido, el definitivo empate a dos ante el Hamburgo correspondiente a la quinta jornada de Liga.

#### Temporada 2013-14
A comienzos de octubre de 2013, en la victoria por dos a cero frente al Borussia Dortmund, Domínguez se rompió la clavícula y tuvo que ser sustituido. Esta lesión le hizo perderse prácticamente la mitad de la temporada aunque consiguió estar disponible para los últimos meses de competición. El Borussia Mönchengladbach terminó la temporada en sexto lugar y consiguió la clasificación para jugar la Europa League en la temporada 2014-15.

#### Temporada 2014-15
Durante la temporada 2014-15 Domínguez fue titular en la mayoría de los partidos importantes que disputó el club. En la Liga terminó tercero y consiguió la clasificación para la Liga de Campeones de manera directa y en la Europa League quedó primero en su grupo pero en la primera eliminatoria cayó frente el, a la postre campeón, Sevilla.

## Selección nacional
Domínguez ha sido internacional con la Selección española Sub-21 con la que se proclamó, el 25 de junio de 2011, campeón del Europeo sub-21, participando en todos los partidos como titular.
El 25 de agosto de 2011 fue convocado por primera vez con la selección española absoluta por el, por entonces, seleccionador Vicente del Bosque para los enfrentamientos ante Chile y Liechtenstein aunque finalmente no llegó a debutar.
El 25 de febrero de 2012 recibió la citación para los Juegos Olímpicos de Londres 2012 y debutó con la Selección olímpica el 28 de febrero en el partido amistoso ante Egipto. Antes de la disputa de los Juegos Olímpicos, el 15 de mayo de 2012 fue de nuevo convocado por Vicente del Bosque para los amistosos de preparación para la Eurocopa de Polonia y Ucrania debutando el 26 de mayo de 2012 con la Selección absoluta en el partido ante Serbia entrando al campo en la segunda parte.
El 3 de julio fue convocado en la lista previa de 22 jugadores para representar a la selección española en los Juegos Olímpicos de Londres 2012 y finalmente incluido en la lista definitiva de 18 jugadores que viajaron a la ciudad.

## Estadísticas

### Clubes
- Actualizado el 8 de noviembre de 2015:[13]

| Club | Div           | Temporada     | Liga  | Liga  | Copas nacionales(1) | Copas nacionales(1) | Torneos internacionales(2) | Torneos internacionales(2) | Total | Total | Media goleadora |
| Club | Div           | Temporada     | Part. | Goles | Part.               | Goles               | Part.                      | Goles                      | Part. | Goles | Media goleadora |
| --- | ------------- | ------------- | ----- | ----- | ------------------- | ------------------- | -------------------------- | -------------------------- | ----- | ----- | --------------- |
| Atlético de Madrid · España |               |               |       |       |                     |                     |                            |                            |       |       |                 |
| 1.ª | 2008-09       | 3             | 0     | 1     | 0                   | 1                   | 0                          | 5                          | 0     | 0     |                 |
| 1.ª | 2009-10       | 26            | 0     | 8     | 0                   | 12                  | 0                          | 46                         | 0     | 0     |                 |
| 1.ª | 2010-11       | 19            | 2     | 3     | 0                   | 6                   | 0                          | 28                         | 2     | 0,07  |                 |
| 1.ª | 2011-12       | 28            | 3     | 1     | 0                   | 12                  | 1                          | 41                         | 4     | 0,1   |                 |
| Total club | Total club    | 76            | 5     | 13    | 0                   | 31                  | 1                          | 120                        | 6     | 0,05  |                 |
| Mönchengladbach · Alemania |               |               |       |       |                     |                     |                            |                            |       |       |                 |
| 1.ª | 2012-13       | 30            | 2     | 2     | 0                   | 8                   | 0                          | 40                         | 2     | 0,05  |                 |
| 1.ª | 2013-14       | 21            | 1     | 1     | 0                   | -                   | -                          | 22                         | 1     | 0,05  |                 |
| 1.ª | 2014-15       | 24            | 0     | 2     | 0                   | 8                   | 0                          | 34                         | 0     | 0     |                 |
| 1.ª | 2015-16       | 6             | 0     | 1     | 0                   | 3                   | 0                          | 10                         | 0     | 0     |                 |
| Total club | Total club    | 81            | 3     | 6     | 0                   | 19                  | 0                          | 106                        | 3     | 0,03  |                 |
| Total carrera | Total carrera | Total carrera | 157   | 8     | 19                  | 0                   | 50                         | 1                          | 226   | 9     | 0,04            |
| (1) Incluye datos de Copa del Rey (2008-12); Copa de Alemania (2012-15). (2) Incluye datos de UEFA Champions League (2008-10), (2012-13) y (2015-16); UEFA Europa League (2009-13) y (2014-15); Supercopa de Europa (2010). |               |               |       |       |                     |                     |                            |                            |       |       |                 |

### Selecciones

#### Participaciones en fases finales
| Competición           | Categoría | Sede        | Resultado    | Partidos | Goles |
| --------------------- | --------- | ----------- | ------------ | -------- | ----- |
| Juegos Olímpicos 2012 | Olímpica  | Reino Unido | Primera fase | 2        | 0     |
| Total                 | –         | –           | –            | 2        | 0     |

## Palmarés

### Títulos internacionales
| Título              | Club (*)           | País   | Año  |
| ------------------- | ------------------ | ------ | ---- |
| UEFA Europa League  | Atlético de Madrid | España | 2010 |
| Supercopa de Europa | Atlético de Madrid | España | 2010 |
| Europeo Sub-21      | Selección española | España | 2011 |
| UEFA Europa League  | Atlético de Madrid | España | 2012 |

(*) Incluyendo la selección.

### Distinciones individuales
| Distinción                               | Año  |
| ---------------------------------------- | ---- |
| Defensa izquierdo de oro de Fútbol Draft | 2010 |